# Pytlíkov (seriál)
Pytlíkov je český animovaný sitcom České televize, vzniklý v koprodukci s QQ Studiem Ostrava. Dohromady má seriál 13 dílů o délce 12–14 minut, které byly premiérově uvedeny na stanici ČT1 od 8. ledna do 2. dubna 2006. Celý seriál byl v říjnu 2006 vydán na DVD. Režisérem je Vladimír Mráz, v hlavních rolích se představili Norbert Lichý a Jiří Sedláček.
Seriál se odehrává se ve fiktivním městě Pytlíkov. Jako pozadí okolí slouží zrychlená videa z reálných měst nebo obcí (převážně z Ostravy), do kterého jsou přidány animované postavy. Obvykle epizoda začíná tím, že ve zpravodaji v televizi rozhlásí fámu a běžní občané na to pak reagují. Hlavními postavami jsou bratři Vendelín a Kryštof. Kromě obyčejných občanů se také občas objeví v seriálu dva mimozemšťané, kteří visí na horním držadle tramvaje. Reakce na kauzy bývají pseudo-realistické a obvykle odstartuje bizarní situace.

## Postavy
- Kryštof – 14letý kluk, chodící do školy. Má hnědé vlasy a nosí obvykle červené triko a světle modré kalhoty
- Vendelín – 14letý kluk, bratr Kryštofa. Má černé vlasy a nosí obvykle zelené triko, světle modrou košili a tmavě modré kalhoty
- Pepa – otec obou kluků, manžel Květušky, zaměstnaný v továrně, jako počítač šroubků
- Květuška – matka obou kluků, manželka Pepy, žena v domácnosti
- Stránka – moderátor v Pytlíkovské televizi
- Dušinka – strážník dohlížející na pořádek města
- Šlouf – strážník v černé kombinéze, taktéž kalhotách a červenou čepicí
- Šéf – náčelník policie
- Smrť – klasická kostra s kosou, avšak místo černé nosí bílou
- Věštkyně – dvě dámy předpovídající pomocí kouzelné koule a lágru z kávy
- Barborka – kamarádka Kryštof a Vendelína, je blond a nosí růžové triko s červeným srdíčkem a růžovou sukni